# Национализм синдхи

Наиболее часто используемый националистами синдхи флаг

Национализм синдхи — идеология, утверждающая, что синдхи, этнолингвистическая группа, проживающая в пакистанской провинции, образуют отдельную нацию. 
После того, как Бангладеш стала независимой в 1971 году, Гулам Муртаза Сайед дал новое направление национализму, представив идею Синдхудеша, синдхского национального государства. Он же считается основоположником национализма синдхи. 
Согласно отчёту исследовательского центра Пью за 2009 год, 55% синдхов в Пакистане считали себя в первую очередь пакистанцами, 28% считали себя в первую очередь синдхами, а 16% считали себя и теми, и другими в равной степени.
Гимном синдхи считается «Синдху Деш джи Дхарти Тодхе» (Тебе, о земля Синдхудеш) - песня, написанная синдхским поэтом Шейхом Аязом.

## Синдхудеш
Требования синдхского националистического движения варьировались от расширения культурных, экономических и политических прав до политической автономии и полного отделения от Пакистана и создания независимого государства Синдхудеш. Синдские сепаратисты считают, что народ Синда страдает от бесправия со стороны панджабского большинства в Пакистане.  В 1972 году Г. М. Сайед, считающийся основателем синдского национализма, создал организацию «Джай Синд Махаз». Позже организация разделилась на множество фракций.

## Армия освобождения Синдхудеша

Одна из версий флага Армии Освобождения Синдхудеша

Армия освобождения Синдхудеша  — это синдхская военизированная организация, ставшая широко известной в 2010 году после того, как взяла на себя ответственность за взрыв бомбы на железнодорожных путях недалеко от Хайдарабада в Пакистане. В настоящее время группировка активна. Дарья Хан является лидером группировки. Пакистанские СМИ также сообщали, что председатель «Джай Синд Муттахида Махаз» гШафи Мухаммад Бурфат руководит «Армией освобождения Синдхудеша» из Кабула, однако это утверждение не имеет доказательств.

## Объединённая партия Синда

Флаг объединённой партии Синда

Основана бывшим заместителем спикера Национальной Ассамблеи Сайедом Джалалом Мехмудом Шахом в 2006 году. Партия твёрдо верит в силу ненасилия и является самым ярым сторонником религиозной гармонии и отделения религии от государства. Партию поддерживает народ цивилизации долины Инда, связанный с суфизмом.
В 2015 году SUP решила начать массовую мобилизацию и кампанию по повышению осведомлённости против терроризма, религиозного экстремизма и коррупции в Синде.

## Национальный фронт Синда

Флаг национального фронта Синда

Главной целью партии была «конфедерация», в которой каждая из четырёх провинций Пакистана (Синд, Пенджаб, Хайбер-Пахтунхва и Белуджистан) была бы полунезависимой. 
Идеологически была близка к левому крылу.